# Prestige (Schiff)
Die Prestige war ein Öltanker, der im November 2002 im Atlantik vor der Nordwestküste Spaniens sank. Er verursachte einen der bisher größten durch ein Schiff ausgelösten Ölunfälle an spanischen und französischen Küsten.

## Geschichte des Schiffs
Das Schiff wurde 1976 bei Hitachi Zosen in Maizuru mit der Baunummer 4437 gebaut. Auftraggeber des als Gladys in Fahrt gesetzten Schiffes war die Monarch Tanker Corporation aus Liberia. Das 243,49 m lange und 34,55 m breite Tankschiff war beim Bau mit 40.632 Bruttoregistertonnen vermessen und hatte bei einem maximalen Tiefgang von 14,07 m eine Tragfähigkeit von 79.900 t. Das American Bureau of Shipping war beim Bau und während der gesamten späteren Betriebszeit für die Klassifizierung des Schiffes verantwortlich. Bis 1988 war das Schiff als Gladys für Monarch Tankers in Fahrt und wurde währenddessen nach Panama umgeflaggt und neu vermessen, wobei sich seine Tragfähigkeit auf 81.554 t erhöhte. Nach dem Verkauf an die Lancer Corporation in Piräus wurde das Schiff 1988 in Prestige umbenannt. In den 1990er Jahren erwarb Mare Shipping Incorporated in Liberia das Schiff ohne es umzubenennen. 1994 wurde die Prestige in die Bahamas umgeflaggt. Danach bereederte zunächst Laurel Sea Transport das Schiff, später ließ Mare Shipping die Prestige durch die griechische Reederei Universe Maritime Limited betreiben.
Die Klassifikationsgesellschaft ABS hatte das Schiff im Mai 2001 in Guangzhou dem fünften „Special Survey“ (eingehende Untersuchung im Fünfjahresintervall) unterzogen und am 25. Mai 2002 in Dubai bei einem „Annual Survey“ (Untersuchung im Jahresintervall) jeweils für seetauglich befunden. Die Klassifikationsgesellschaft Bureau Veritas hatte dem Schiff am 19. Juli 2001 ein bis zum 20. Juni 2006 gültiges Zertifikat über einen sicheren Schiffsbetrieb nach dem International Safety Management Code ausgestellt. Die Gladys war, wie zu ihrer Bauzeit üblich, als Einhüllenschiff konstruiert. Sie wurde nach der Verabschiedung des Internationalen Übereinkommens zur Verhütung der Meeresverschmutzung durch Schiffe (MARPOL) im Jahr 1973 aber vor dessen Inkrafttreten im Jahr 1982 gebaut. Da die Prestige kein Doppelhüllenschiff war, hätte sie nach den im April 2001 verabschiedeten strengeren MARPOL-Regeln (konkret Regel 13G) spätestens am 11. März 2005 außer Betrieb genommen werden müssen.

## Havarie im November 2002

Route der Prestige in den Tagen vor ihrem Untergang

Im November 2002 befand sich die Prestige mit einer Ladung von 77.000 t Schweröl des Charterers Crown Resources auf dem Weg von Ventspils nach Singapur. Am 13. November havarierte sie in einem Sturm vor der spanischen Küste. Durch ein Leck drang Wasser in zwei auf Steuerbord gelegene Ballasttanks ein, woraufhin das Schiff 24° Schlagseite bekam. Um ein Kentern zu verhindern, wurden zwei Backbord-Ballasttanks geflutet. Dadurch stieg die Belastung auf den Rumpf und ein Durchbrechen drohte. Aus einem 35 m langen Riss lief Öl aus. Spanische Behörden  verweigerten dem Schiff das Recht, einen Hafen anzulaufen. Sie nahmen fälschlicherweise an, die Auswirkungen auf spanische Küstenabschnitte auf diese Weise minimieren zu können. Tatsächlich wäre ein verschmutzter Hafen das weitaus kleinere Übel gewesen; das austretende Öl hätte sich dort besser auffangen bzw. abpumpen lassen. Stattdessen wurde die Prestige auf hohe See geschleppt. Am 19. November zerbrach der Rumpf schließlich und das Schiff sank. Die mehrheitlich philippinische Besatzung wurde zuvor  gerettet.

### Folgen für die Umwelt

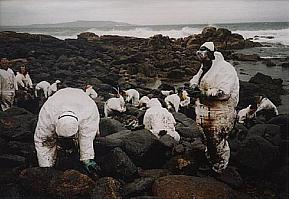
Freiwillige beim Säubern eines Strandabschnitts (Galicien, März 2003)

Bei der Havarie der Prestige liefen insgesamt rund 64.000 t Schweröl aus und verschmutzten 2900 km der französischen und spanischen Küste, besonders an der Costa da Morte. Durch das ausgelaufene Öl starben etwa 115.000 Seevögel.
Das Wrack liegt 166 Seemeilen vor der spanischen Küste in 3.600 m Tiefe. In den zwei Jahren nach dem Untergang konnten die meisten Lecks von Unterwasser-Robotern abgedichtet werden. Die im Wrack verbliebenen 13.000 t Öl wurden abgepumpt und durch eine mikrobakterienhaltige Lösung ersetzt, die die Zersetzung von Ölresten beschleunigt. Die rund 100 Millionen Euro teure Aktion wurde am 12. September 2004 erfolgreich abgeschlossen.
Zehn Jahre nach dem Unglück soll sich die Natur vor der galicischen Küste vollständig erholt haben. An Pflanzen und Tieren ließen sich laut einem Zeitungsbericht keine genetischen Schäden feststellen. Allerdings war laut einer wissenschaftlichen Studie aus dem Jahr 2014 der Bruterfolg bei den damals mit Öl belasteten Kolonien von Krähenscharben auch zehn Jahre später noch um 45 % verringert.

### Politische Folgen und Rechtsverfahren
Die Ölkatastrophe und die der Regierung Aznar vorgeworfene Passivität, lösten am 1. Dezember 2002 eine Großdemonstration in Santiago de Compostela mit über 200.000 Protestierenden aus. Das Kabinett Aznar II verlor stark an Unterstützung in der Bevölkerung. Auch König Juan Carlos war genötigt, die Region am 2. Dezember 2002 zu besuchen. Die Bürgerinitiative Nunca Máis (Nie wieder) verlangte, dass die Verantwortlichkeiten geklärt und Schuldige zur Rechenschaft gezogen würden.
Die spanische Regierung hat die Klassifikationsgesellschaft American Bureau of Shipping (ABS) auf einen Schadensersatz in Höhe von einer Milliarde US-Dollar (etwa 756 Millionen Euro) verklagt. Vor einem US-Gericht wurden allerdings Gutachten vorgelegt, laut denen eine Monsterwelle die wahrscheinliche Ursache für die Havarie gewesen sei.
Am 16. Oktober 2012 begann vor einem Gericht in La Coruña der Prozess gegen drei Besatzungsmitglieder der Prestige (Kapitän, Maschinist, Erster Offizier). Der Kapitän und der Maschinist sind Griechen, der Erste Offizier ist Philippino und auf der Flucht. Ebenso angeklagt wurde der damalige Chef der spanischen Hafenbehörde, José Luis López Sors. Das Verfahren, in dem 133 Zeugen und 98 Sachverständige gehört wurden, endete im Juli 2013. Das Urteil wurde am 13. November 2013 verkündet. Obwohl den Angeklagten, die alle über 70 Jahre alt waren, wegen ihres Alters keine Haftstrafen drohten, erwartete man eine Verurteilung, die eine Geltendmachung von Haftungsansprüchen gegen die Reederei und ihre Versicherung erleichtert hätte. Die Schäden der Katastrophe (von der Staatsanwaltschaft auf insgesamt 4,3 Milliarden Euro geschätzt) hatte bislang zu einem großen Teil der spanische Staat bezahlt. Die Staatsanwaltschaft forderte hohe Haftstrafen zwischen fünf und zwölf Jahren. Das Gericht sprach alle Angeklagten von dem Vorwurf frei, Umweltdelikte begangen zu haben. Lediglich der Kapitän wurde zu einer neunmonatigen Haftstrafe wegen „Ungehorsams“ verurteilt, weil er sich zunächst der Anweisung der Behörden verweigerte, das Schiff auf das offene Meer zu bewegen.
In einem höchstinstanzlichen Verfahren wurde Kapitän Apostolos Mangouras am 26. Januar 2016 in Madrid zu einer Haftstrafe von zwei Jahren verurteilt, weil er den Seeunfall billigend in Kauf nahm, indem er den Tanker in eine bedrohliche Situation führte, obwohl er genau über dessen strukturelle Schwächung wusste und weil das Schiff mit mindestens 2000 Tonnen Öl überladen war. Es hatten sich Beweise gefunden, dass Stratos Kostazos, der vorherige Kapitän der Prestige, den schlechten Zustand des Schiffes bemängelt hatte und sich weigerte das Schiff weiterhin zu führen. Das Gericht führte auch an, dass sich zwei große Ölgesellschaften, Repsol und BP, gegen eine Nutzung des Tankers ausgesprochen hatten. Darüber hinaus fand das Gericht auch den London P&I Club (Protection-and-Indemnity-Versicherung) und den Schiffseigner Mare Shipping als schuldig für das Unglück. Der London P&I Club wurde am 15. November 2017 von einem spanischen Gericht zur Zahlung eines Schadenersatzes von einer Milliarde US-Dollar verurteilt. Der Oberste Gerichtshof Spaniens (Tribunal Supremo) bestätigte am 20. Dezember 2018 das Urteil letztinstanzlich und legte die zu erstattende Gesamtsumme auf 1,5 Milliarden Euro fest.